# Golitsa
Golitsa (bulgariska: Голица) är ett distrikt i Bulgarien.   Det ligger i kommunen Obsjtina Dolni tjiflik och regionen Oblast Varna, i den östra delen av landet, 300 km öster om huvudstaden Sofia.
I omgivningarna runt Golitsa växer i huvudsak lövfällande lövskog. Runt Golitsa är det ganska tätbefolkat, med 54 invånare per kvadratkilometer.